# Urbana (Ohio)
Urbana è la città degli Stati Uniti d'America, capoluogo di contea della contea di Champaign nello Stato dell'Ohio.
È situata a circa 75 chilometri dalla capitale di stato Columbus.
Fondata nel 1805, nel 1812 fu per qualche tempo quartier generale dell'esercito nord-occidentale.
Il nome Urbana è ispirato a quello di un'altra città statunitense, Urbanna, in Virginia.
Al censimento dell'anno 2000 dell'United States Census Bureau contava 11.613 abitanti passati a 11.793 nel 2010.
È sede della Urbana University.